# Alexandre Bilodeau
Pour les articles homonymes, voir Bilodeau.
Alexandre Bilodeau, né le 8 septembre 1987 à Rosemère, Québec, est un skieur acrobatique canadien, double médaillé d'or des bosses en ski acrobatique lors des Jeux olympiques de 
Vancouver en 2010 et de Sotchi en 2014. Il est le premier skieur de sa discipline à conserver un titre olympique.

## Biographie
Joueur de hockey durant son enfance, Alexandre Bilodeau est initié au ski à l'âge de sept ans grâce à ses parents qui souhaitent trouver un sport accessible pour toute la famille, puisque son frère, Frédéric, ne peut pas patiner en raison de sa paralysie cérébrale. Dans les débuts de sa carrière, en 2005, il réussit à faire un double saut périlleux arrière avec rotation latérale à une compétition de Fernie Nor Am, ce qui lui confère le titre de premier skieur sur bosses à réussir une telle manœuvre. Il a pris part aux Jeux olympiques d'hiver de 2006 où il prit la 11e place des bosses. Il se classe deuxième de la Coupe du monde de ski de bosses pour cette saison.
En Coupe du monde, il a remporté le gros globe de cristal de ski acrobatique ainsi que le petit globe de cristal en bosses en 2009, il y compte dix-neuf victoires pour quarante-huit podiums (il est le plus jeune vainqueur d'une épreuve de bosses en coupe du monde).
Le 14 février 2010, l'athlète québécois remporte la médaille d'or aux Jeux olympiques d'hiver de 2010 à Vancouver et devient ainsi le premier Canadien à gagner une médaille d'or lors de Jeux olympiques tenus sur sol canadien. Lors des Jeux olympiques de Sotchi, il réussit à défendre son titre de champion olympique, pour devenir le seul skieur à bosses double champion olympique. Il prend sa retraite sportive quelques semaines plus tard après sa dix-neuvième victoire en Coupe du monde à La Plagne.
Le 22 février 2020, on célébrait les dix ans des Jeux olympiques de Vancouver. C'est dans la métropole de la Colombie-Britannique que plusieurs athlètes dont Alexandre Bilodeau ont été invités pour commémorer le premier athlète canadien champion dans son propre pays ainsi que les autres réussites canadiennes dans le cadre d'un festival public et d'un gala.
Son entraîneur est Dominick Gauthier.

### Famille
Il a partagé sa vie avec Sabrina Bizier pendant quelques années avant de divorcer[réf. nécessaire]. Son frère Frederic Bilodeau est atteint de paralysie cérébrale[réf. nécessaire]. Il a justement donné a plusieurs causes grâce à sa générosité[réf. nécessaire]. En 2010 Alexandre lui a dédié sa médaille d'or[réf. nécessaire].

## Palmarès

### Jeux olympiques d'hiver
| Épreuve / Édition | Turin 2006 | Vancouver 2010 | Sotchi 2014 |
| Bosses            | 11e        | Or             | Or          |

### Championnats du monde
| Épreuve / Édition   | Madonna 2007 | Inawashiro 2009 | Deer Valley 2011 | Myrkdalen-Voss 2013 |
| Bosses              | 14e          | 8e              | Argent           | Argent              |
| Bosses en parallèle | 5e           | Or              | Or               | Or                  |

### Coupe du monde
- 1 gros globe de cristal :
  - Vainqueur du classement général en 2009.
- 1 petit globe de cristal : 
  - Vainqueur du classement bosses en 2009.
- 48 podiums dont 19 victoires en coupe du monde.

#### Différents classements en Coupe du monde
| Année/Classement | Année/Classement | Général | Général | Bosses | Bosses | Bosses en par. | Bosses en par. |
| ---------------- | ---------------- | ------- | ------- | ------ | ------ | -------------- | -------------- |
| Année/Classement | Année/Classement | Class.  | Points  | Class. | Points | Class.         | Points         |
| 2006             | 2006             | 6e      | 76      | 2e     | 504    | -              | 45             |
| 2007             | 2007             | 7e      | 41      | 3e     | 408    | 4e             | 226            |
| 2008             | 2008             | 12e     | 45      | 4e     | 402    | -              | 58             |
| 2009             | 2009             | 1er     | 88      | 1er    | 790    | -              | -60            |
| 2010             | 2010             | 12e     | 35      | 4e     | 347    | -              | -              |
| 2011             | 2011             | 3e      | 67      | 2e     | 739    | -              | -              |
| 2012             | 2012             | 71e     | 13      | 17e    | 170    | -              | -              |
| 2013             | 2013             | 2e      | 74      | 2e     | 893    | -              | -              |
| 2014             | 2014             | 2e      | 80      | 2e     | 879    | -              | -              |

#### Détail des victoires
| Édition / Épreuve | Bosses en parallèle              | Bosses                               |
| 2006              | Mont-Gabriel Spindleruv Mlyn     |                                      |
| 2009              | Cypress Aare Myrkdalen La Plagne | Aare                                 |
| 2011              | Aare                             | Mont-Gabriel Marienbad Aare          |
| 2013              | Aare                             | Deer Valley Aare Sierra Nevada       |
| 2014              | La Plagne                        | Deer Valley Lake Placid Val St. Come |

## Distinctions
- Médaille d'honneur de l'Assemblée nationale, 2017[4]